# Prohydata digma
Prohydata digma är en fjärilsart som beskrevs av Paul Dognin 1923. Prohydata digma ingår i släktet Prohydata och familjen mätare. Inga underarter finns listade i Catalogue of Life.